# Maison de Lodz
Pour les articles homonymes, voir Maison rouge et Red House.

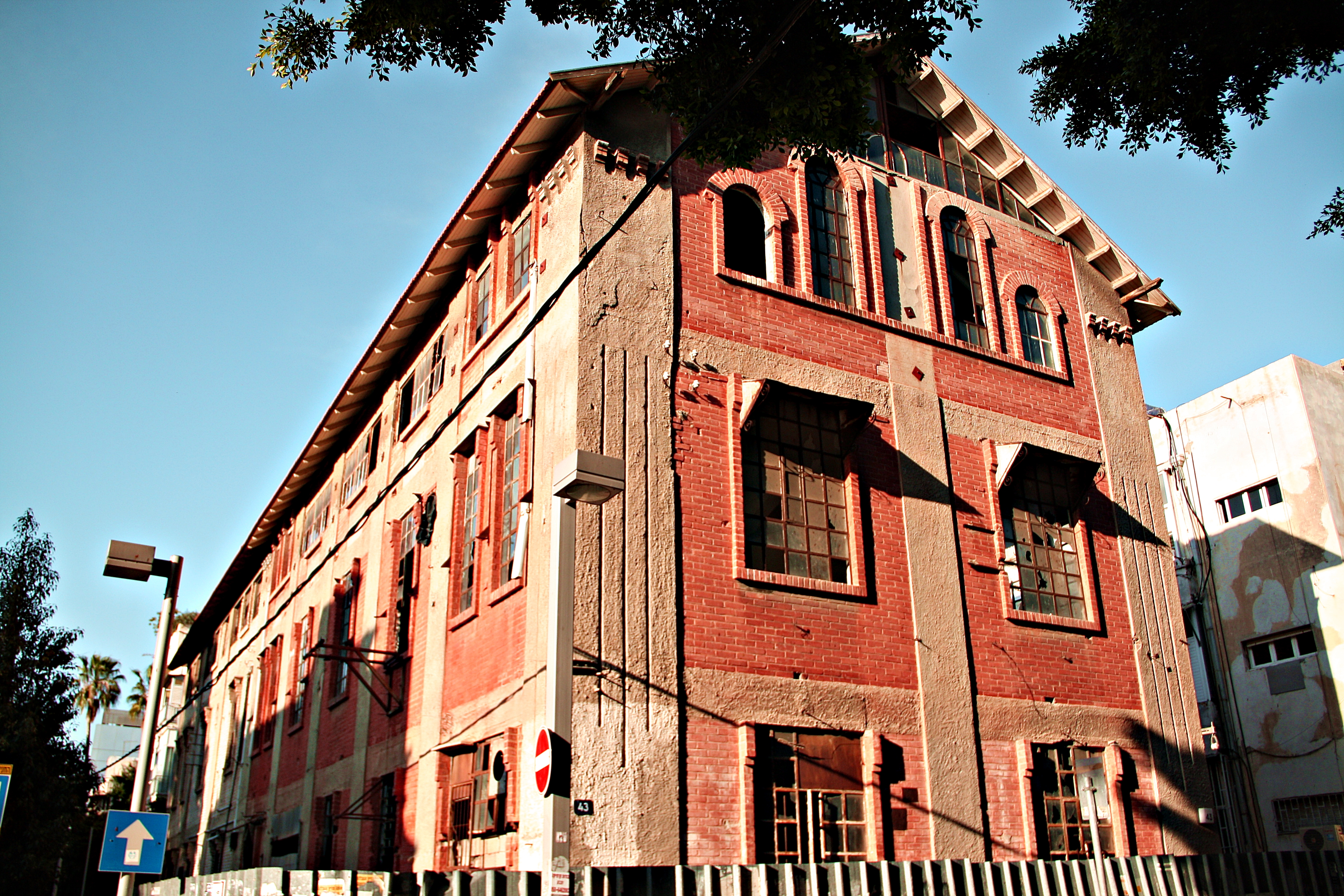
La maison de Lodz à Tel Aviv.

La maison de Lodz ( hébreu : בית לודז'יה, anglais : Lodzia House), également connue sous le nom de « la maison Rouge », est une ancienne usine textile située au 43, rue Nahmani à Tel Aviv, en Israël. Édifiée dans les années 1920, désaffectée en 1935, elle a été transformée en résidence privée en 2013 tout en gardant son aspect extérieur originel.

## Historique
Édifiée 1923 à 1926, la maison de Lodz est un des installations industrielle bâties à proximité du chemin de fer ottoman Jaffa-Jérusualem dans les premiers temps de Tel Aviv. 
Elle a pour maître d'ouvrage Akiva Aryeh Weiss (en), l'un des fondateurs de l'industrie textile dans la Palestine sous mandat britannique, et pour maître d'œuvre le cabinet d'architectes Joseph Berlin & Richard Pacovský. Elle reçoit le nom de « maison de Lodz » en hommage à la ville industrielle polonaise de Łódź dont sont issus les immigrants qui l'ont construite.
Les locaux étant devenus trop exigus, hommes et machines déménagent, en 1935, à Holon, au sud de Tel Aviv.
Pendant de nombreuses années, la maison de Lodz reste vide et inutilisée sauf comme entrepôt de pneumatiques et comme lieu d'exposition artistique avant d'être rachetée en 2008 à ses propriétaires, les frères Carasso, par un couple israélien, l'entrepreneur et philanthrope Ronny Douek et l'actrice Yael Abecassis pour en faire leur résidence privée,,,.
En mars 2012, l'usine désaffectée est ouverte au public qui peut y voir une exposition d'affiches commerciales et gouvernementales vantant la « Terre d'Israël ».
Dans le cadre du programme d'urbanisme « Lev Ha-Ir » du centre-ville de Tel Aviv et du programme municipal de sauvegarde 2650/b, la sauvegarde de la maison de Lodz est assurée et des règles très strictes sont imposées pour la restauration de son aspect extérieur et l'aménagement des volumes intérieurs.
Les travaux de restauration du bâtiment commencent en septembre 2013 sous la direction du cabinet d'architectes Amnon Bar Or, & Co.

## Architecture
Construit en béton, avec un placage de briques rouges et de briques blanches, le bâtiment est unique et insolite à Tel Aviv par ses couleurs ses proportions européennes,.
De plan rectangulaire très allongé, il consiste en un rez-de-chaussée et deux étages sous une toiture à deux versants. Le deuxième étage a été ajouté en 1929 à la structure édifiée en 1924. 
La transformation de l'ancienne fabrique en immeuble d'habitation sans toucher à son enveloppe extérieure protégée, a entraîné le creusement de deux niveaux de sous-sol pour y garer les voitures et y loger équipements électriques et électromécaniques. Une attention particulière a été apportée au respect des fenêtres originelles, des plaques de tôle zinguée employée comme matériau de couverture et des briques de couleur des murs porteurs.

## Voir également